# Campoletis apicata
Campoletis apicata är en stekelart som först beskrevs av Henry Lorenz Viereck 1925.  Campoletis apicata ingår i släktet Campoletis och familjen brokparasitsteklar. Inga underarter finns listade.